# Elin Pelin (gmina)
Elin Pelin (bułg. Община Елин Пелин) – gmina w zachodniej Bułgarii, w obwodzie sofijskim.

## Miejscowości
Lista miejscowości gminy Elin Pelin:
- Bogdanlija (bułg.: Богданлия),
- Czurek (bułg.: Чурек),
- Doganowo (bułg.: Доганово),
- Elesznica (bułg.: Елешница),
- Elin Pelin (bułg.: Елин Пелин) – siedziba gminy,
- Elin Pelin (bułg.: Елин Пелин),
- Gabra (bułg.: Габра),
- Golema Rakowica (bułg.: Голема Раковица),
- Grigorewo (bułg.: Григорево),
- Karapołci (bułg.: Караполци),
- Kruszowica (bułg.: Крушовица),
- Lesnowo (bułg.: Лесново),
- Musaczewo (bułg.: Мусачево),
- Nowi chan (bułg.: Нови хан),
- Ognjanowo (bułg.: Огняново),
- Petkowo (bułg.: Петково),
- Potop (bułg.: Потоп),
- Rawno pole (bułg.: Равно поле),
- Stołnik (bułg.: Столник).